# ایوب (سقز)
ایوب (سقز)، روستایی از توابع بخش زیویه شهرستان سقز در استان کردستان ایران است.

## جمعیت
این روستا در دهستان تیلکوه قرار دارد و براساس سرشماری مرکز آمار ایران در سال ۱۳۸۵، جمعیت آن ۱۹۵ نفر (۳۹خانوار) بوده‌است.